# EMA 2016
EMA 2016 je potekala 27. februarja 2016 v Studiu 1 TV Slovenija v okviru Dnevov slovenske zabavne glasbe. Vodil jo je Klemen Slakonja. Na njej se je za zmago potegovalo 10 pesmi. V spremljevalnem programu so nastopili Maraaya (»Nothing Left for Me«; »Here for You« s skupino Cubismo), Sestre (»Samo ljubezen« in priredba »Rise Like a Phoenix«, oboje s Klemnom) in Lina Kuduzović (»Prva ljubezen«), Klemen pa je predstavil videospot »Putin, Putout«, v katerem je imitiral Vladimirja Putina.

## Javni razpis
RTV Slovenija je javni razpis objavila 19. novembra 2015. Zbiranje pesmi je potekalo do 21. decembra.
Pogoji razpisa so določali:
1. Vsak avtor lahko prijavi največ dve pesmi.
2. Avtorji skladbe in izvajalci so lahko državljani Republike Slovenije ali tuji državljani. Če je avtor tuj državljan, mora biti izvajalec državljan Slovenije. Če je izvajalec tujec, mora biti avtor pesmi državljan Slovenije.
3. Na odru je lahko največ šest izvajalcev.
4. Izvajalci morajo biti na dan 10. 5. 2016 stari najmanj 16 let.
5. Skladba je lahko dolga največ tri minute, biti mora izvirna in še neobjavljena na dan prijave na razpis.
6. Izmed vseh prispelih prijav bo štiričlanska strokovna komisija izbrala do največ 12 skladb. Pri tem si RTV Slovenija pridržuje pravico, da po potrebi k sodelovanju neposredno povabi posamezne izvajalce oziroma avtorje.

Glasovanje je potekalo v dveh krogih: v prvem krogu je tričlanska strokovna žirija izbrala dva superfinalista, v drugem krogu pa je o končnem zmagovalcu odločalo telefonsko glasovanje.

## Tekmovalne skladbe
Na razpis je prispelo 61 prijav. Izborna komisija v sestavi Alenka Godec, Gaber Radojevič, Jernej Vene in Aleksander Radić je za festival izbrala naslednjih 10:
| #   | Izvajalec            | Skladba            | Glasba / besedilo / aranžma                                                                       |
| --- | -------------------- | ------------------ | ------------------------------------------------------------------------------------------------- |
| 1.  | Anja Baš             | What If            | Anja Baš (gba), Franci Zabukovec (a)                                                              |
| 2.  | Žan Serčič           | Summer Story       | Žan Serčič (gba)                                                                                  |
| 3.  | Anja Kotar           | Too Cool           | Anja Kotar (gb), Pascal Guyon (a)                                                                 |
| 4.  | San Di EGO           | Brez tebe          | Nino Ošlak (g), Igor Pirkovič (b); Sergej Škofljanec, Matija Ajdič, Martin Rozman, Jure Doles (a) |
| 5.  | D Base               | Spet živ           | Alex Volasko (gba); David Domjanič, Nejc Žehelj, Benjamin Dolić (b)                               |
| 6.  | Regina               | Alive in Every Way | Aleksander Kogoj (ga), Jon Dobrun (gb)                                                            |
| 7.  | ManuElla             | Blue and Red       | Manuella Brechko (g), Marjan Hvala (ga), Leon Oblak (b)                                           |
| 8.  | Raiven               | Črno bel           | Tadej Košir, Jernej Kržič (ga); Sara Briški Cirman (b)                                            |
| 9.  | Nuša Derenda         | Tip Top            | Žiga Pirnat (gba), Andraž Gliha (g)                                                               |
| 10. | Sebastijan Lukovnjak | Tales of Tomorrow  | Martin Bezjak (ga), Tadej Jambrovič (b)                                                           |

### Superfinale
Tričlanska strokovna žirija – Raay, Darja Švajger in Marlenna (Tomaž Mihelič) – je za superfinale izbrala ManuEllo in Raiven. Gledalci so za končno zmagovalko izbrali ManuEllo:
| Izvajalka in pesem      | Št. glasov (%) |
| ----------------------- | -------------- |
| ManuElla − Blue and Red | 3.865 (50,8)   |
| Raiven – Črno bel       | 3.738 (49,2)   |